# FC Tulsa
Il FC Tulsa è un club calcistico professionistico statunitense con base nella città di Tulsa, in Oklahoma, che disputa le proprie partite interne presso l'ONEOK Field, impianto da 7.833 posti a sedere.
Partecipa alla USL Championship, la seconda lega del campionato nord americano.

## Storia
Il 26 febbraio 2014 la proprietà della squadra di baseball dei Tulsa Drillers, composta dai fratelli Jeff e Dale Hubbard, annunciò la fondazione di un nuovo club della United Soccer League (USL), all'epoca il terzo livello del calcio nordamericano. La squadra si sarebbe chiamata Tulsa Roughnecks FC, in omaggio alle precedenti e storiche franchigie della NASL e della USISL (l'attuale USL). Col termine roughneck si intende colui che lavora in una torre di perforazione per l'estrazione del petrolio, un riferimento all'importante passato dell'industria petrolifera in città. Lo stemma del club, assieme alle divise e ai colori sociali della squadra, vennero svelati qualche mese più tardi, il 2 settembre 2014.
Nei primi cinque anni di attività nella lega, la squadra raggiunse come massimo risultato gli ottavi di finale dei play-off nel 2017.
Il 20 agosto 2019 venne annunciato che la franchigia era stata acquistata dalla famiglia Craft, la quale il 4 dicembre successivo ne ufficializzò il cambio di nome, stemma e colori sociali. Prese così vita l'FC Tulsa, mentre il nome Roughnecks venne relegato al ruolo di soprannome della squadra.
Il club disputò la prima partita ufficiale con l'attuale denominazione il 7 marzo 2020, in un pareggio per 1-1 sul campo del Sacramento Republic. Al termine della prima stagione disputata, la squadra si qualificò per i playoff, dove fu però eliminata ai rigori dall'El Paso Locomotive, dopo che i tempi supplementari si erano conclusi sul risultato di 2-2.

## Colori e simboli
I colori sociali del FC Tulsa sono il bianco e l'oro. Lo stemma raffigura un tiranno codaforcuta settentrionale, uccello simbolo dell'Oklahoma, mentre spicca il volo.
Precedentemente al rebranding, i colori dei Tulsa Roughnecks erano l'arancione ed il blu marino, mentre il logo raffigurava un derrick.

## Tifoseria
Il più importante gruppo di supporters della squadra è l'83 United.

### Rivalità
La rivalità più accesa del FC Tulsa è quella con l'Oklahoma City Energy, l'altro club di USL Championship con sede nello stato dell'Oklahoma. Gli incontri tra le due squadre prendono infatti il nome di Black Gold Derby. Le tifoserie di entrambe le squadre hanno inoltre creato un trofeo, una chiave inglese di oltre un metro, da destinare alla squadra capace di avere la meglio sull'altra negli scontri diretti stagionali di regular season.

## Stadio
Il club disputa le proprie gare interne presso l'ONEOK Field, un impianto originariamente concepito per il baseball capace di contenere fino a 7.833 spettatori. Inaugurato nel 2010 nel centro della città, lo stadio ha ospitato sin dalla sua inaugurazione le partite della squadra di Minor League Baseball dei Tulsa Drillers, mentre a partire dal 2015 ospita anche partite di calcio.

## Organico

### Rosa 2020
Aggiornata al 6 ottobre 2020.
| N. |                        | Ruolo | Calciatore           |
| -- | ---------------------- | ----- | -------------------- |
| 1  | Stati Uniti (bandiera) | P     | Sean Lewis           |
| 2  | Stati Uniti (bandiera) | P     | Bryan Byars          |
| 3  | Albania (bandiera)     | D     | Vangjel Zguro        |
| 4  | Camerun (bandiera)     | D     | Cyprian Hedrick      |
| 5  | Inghilterra (bandiera) | D     | Callum Chapman-Page  |
| 6  | Cuba (bandiera)        | A     | Ariel Martínez       |
| 7  | Ghana (bandiera)       | A     | Panin Boakye         |
| 8  | Stati Uniti (bandiera) | C     | Eric Bird            |
| 9  | Nigeria (bandiera)     | A     | Toby Uzo             |
| 10 | Brasile (bandiera)     | A     | Marlon               |
| 11 | Honduras (bandiera)    | C     | Christian Altamirano |
| 12 | Canada (bandiera)      | P     | Andrew MacRae        |

| N. |                        | Ruolo | Calciatore        |
| -- | ---------------------- | ----- | ----------------- |
| 13 | Stati Uniti (bandiera) | D     | Matthew Sheldon   |
| 14 | Honduras (bandiera)    | C     | Brayan Reyes      |
| 15 | Stati Uniti (bandiera) | D     | Kevin Garcia      |
| 16 | Brasile (bandiera)     | C     | Rodrigo da Costa  |
| 17 | Nigeria (bandiera)     | A     | Mfon Udoh         |
| 18 | Nigeria (bandiera)     | D     | Solomon Kwambe    |
| 21 | Stati Uniti (bandiera) | C     | Fabián Bastidas   |
| 22 | Stati Uniti (bandiera) | D     | Bradley Bourgeois |
| 24 | Nigeria (bandiera)     | C     | Raphael Ayagwa    |
| 29 | Stati Uniti (bandiera) | C     | Ciaran Winters    |
| 30 | Sudafrica (bandiera)   | C     | Lebo Moloto       |
| 35 | Messico (bandiera)     | D     | Víctor Milke      |
| 92 | Cuba (bandiera)        | A     | Darío Suárez      |